# National Football League 1924
La stagione NFL 1924 fu la 5ª stagione sportiva della National Football League, la massima lega professionistica statunitense di football americano. La stagione iniziò il 27 settembre e si concluse il 30 novembre 1924.
Le nuove squadre che disputarono il campionato furono i Frankford Yellow Jackets, i Kansas City Blues ed i Kenosha Maroons, mentre i Louisville Brecks, gli Oorang Indians, i Saint Louis All Stars, i Toledo Maroons ed i Cleveland Indians si ritirarono dalla lega. Inoltre i Buffalo All-Americans cambiarono la loro denominazione in Buffalo Bisons.
Prima dell'inizio della stagione, il proprietario dei disciolti Cleveland Indians acquistò i Canton Bulldogs, vincitori della stagione precedente, trasferendo la franchigia a Cleveland e denominandoli Cleveland Bulldogs. La nuova squadra vinse poi il campionato.

## La stagione
La prima partita della stagione fu giocata il 27 settembre 1924, mentre l'ultima venne disputata il 30 novembre.

### Risultati della stagione
- V = Vittorie, S = Sconfitte, P = Pareggi, PCT = Percentuale di vittorie, PF = Punti Fatti, PS = Punti Subiti
- Nota: nelle stagioni precedenti al 1972 i pareggi non venivano conteggiati nel calcolo della percentuale di vittorie.

| National Football League |    |   |   |     |     |     |
| Squadra                  | V  | S | P | PCT | PF  | PS  |
| Cleveland Bulldogs       | 7  | 1 | 1 | 875 | 229 | 60  |
| Chicago Bears            | 6  | 1 | 4 | 857 | 136 | 55  |
| Frankford Yellow Jackets | 11 | 2 | 1 | 846 | 326 | 109 |
| Duluth Kelleys           | 5  | 1 | 0 | 833 | 56  | 16  |
| Rock Island Independents | 5  | 2 | 2 | 714 | 88  | 38  |
| Green Bay Packers        | 7  | 4 | 0 | 636 | 108 | 38  |
| Racine Legion            | 4  | 3 | 3 | 571 | 69  | 47  |
| Chicago Cardinals        | 5  | 4 | 1 | 556 | 90  | 67  |
| Buffalo Bisons           | 6  | 5 | 0 | 545 | 120 | 140 |
| Columbus Tigers          | 4  | 4 | 0 | 500 | 91  | 68  |
| Hammond Pros             | 2  | 2 | 1 | 500 | 18  | 45  |
| Milwaukee Badgers        | 5  | 8 | 0 | 385 | 142 | 188 |
| Akron Pros               | 2  | 6 | 0 | 250 | 59  | 132 |
| Dayton Triangles         | 2  | 6 | 0 | 250 | 45  | 148 |
| Kansas City Blues        | 2  | 7 | 0 | 222 | 46  | 124 |
| Kenosha Maroons          | 0  | 4 | 1 | 0   | 12  | 117 |
| Rochester Jeffersons     | 0  | 7 | 0 | 0   | 7   | 156 |
| Minneapolis Marines      | 0  | 6 | 0 | 0   | 14  | 108 |

## Vincitore
| Vincitori del campionato NFL 1924 Cleveland Bulldogs 1º titolo |